# Mauricio Zunino
Mauricio Zunino (1982) es un economista, académico, sindicalista y político uruguayo, intendente del departamento de Montevideo desde 2024 hasta 2025.

## Biografía
Mauricio Zunino es licenciado en economía por la Facultad de Ciencias Económicas y de Administración (Universidad de la República).
Cuenta con una vasta trayectoria en el ámbito educativo. Desde el año 2015 se desempeñó como profesor adjunto en la Facultad de Derecho y en la Facultad de Ciencias Económicas y de Administración.
Es integrante del Partido Socialista del Uruguay, integra su Comité Central y el Comité Ejecutivo Nacional. Fue asesor de la Federación Ancap.   

En la administración pública, Zunino trabajó en la Dirección de Energía del Ministerio de Industria, Energía y Minería, y antes en el Instituto Nacional de Estadística, donde además de su rol técnico como analista fue presidente de la Asociación de Empleados de Estadística y Censo. En el plano sindical, además, fue secretario de Relaciones Internacionales de la Confederación de Organizaciones de Funcionarios del Estado (COFE), que nuclea a los distintos colectivos de funcionarios.

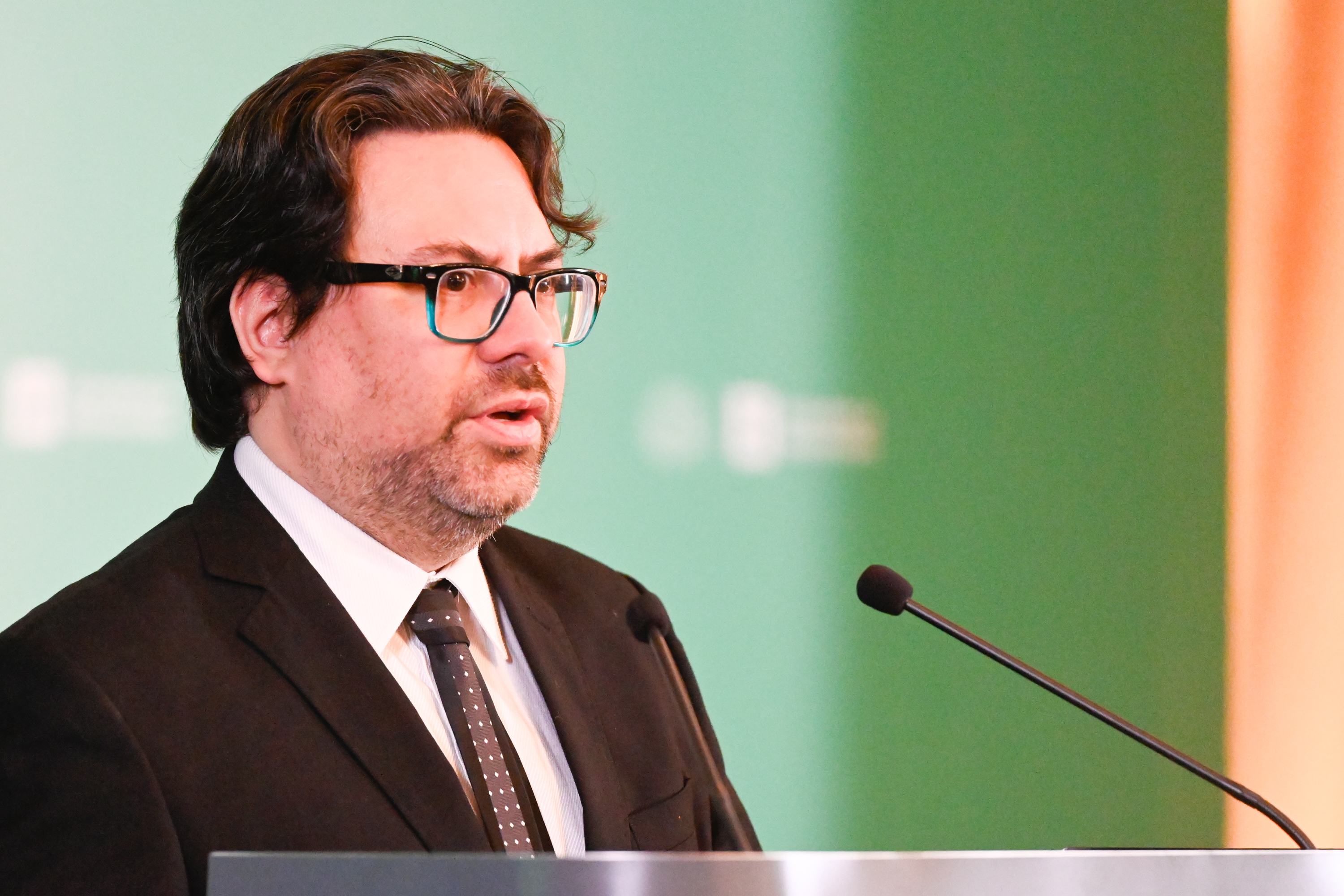
Ceremonia de asunción del intendente Mauricio Zunino, el 12/7/2024

Zunino fue electo como primer suplente de intendente en las elecciones departamentales y municipales de Uruguay de 2020.
Desde el inicio de ese período de gobierno se desempeñó en la Intendencia Departamental de Montevideo como director general del Departamento de Recursos Financieros.
Ejerció en varias oportunidades el rol de intendente interino, la última desde el 4 de marzo de 2024 ante la licencia de la titular Carolina Cosse, quien finalmente renunció a su cargo para presentarse a las elecciones nacionales de ese año. Por este motivo Zunino el 12 de julio de 2024 asumió como intendente de Montevideo. En abril de 2025 Zunino experimentó una polémica alrededor de la contratación de la periodista Ana Inés Martínez.
| Intendencia de Mauricio Zunino 8 de julio de 2024 | Intendencia de Mauricio Zunino 8 de julio de 2024 | Intendencia de Mauricio Zunino 8 de julio de 2024 |
| ------------------------------------------------- | ------------------------------------------------- | ------------------------------------------------- |
| Partido político                                  |                                                   | Frente Amplio                                     |
| Partido político                                  | Partido Socialista                                |                                                   |
| Presidencia                                       |                                                   |                                                   |
| Intendente                                        |                                                   | Mauricio Zunino 8 de julio de 2024                |
| Secretaria                                        | Olga Otegui 26 de noviembre de 2020               |                                                   |
| Secretaria                                        | Pablo Barrone 2024                                |                                                   |
| Prosecretario                                     |                                                   | Daniel González 26 de noviembre de 2020           |
| Departamentos                                     |                                                   |                                                   |
| Departamento                                      | Integración                                       | Integración                                       |
| Gestión Humana y Recursos Materiales              |                                                   | Jorge Mesa 26 de noviembre de 2020                |
| Desarrollo Económico                              |                                                   | Gustavo Cabrera 26 de noviembre de 2020           |
| Desarrollo Social                                 |                                                   | Mercedes Clara 26 de noviembre de 2020            |
| Desarrollo Social                                 | Rosa Quintana 2024                                |                                                   |
| Desarrollo Urbano                                 |                                                   | Adriana Gorga 26 de noviembre de 2020             |
| Desarrollo Urbano                                 | Natalia Castro 2024                               |                                                   |
| Desarrollo Sostenible e Inteligente               |                                                   | María Eugenia Corti 26 de noviembre de 2020       |
| Desarrollo Sostenible e Inteligente               | Juan José Prada 2024                              |                                                   |
| Desarrollo Ambiental                              |                                                   | Guillermo Moncecchi 26 de noviembre de 2020       |
| Cultura                                           |                                                   | María Obaldia 26 de noviembre de 2020             |
| Cultura                                           | Débora Quiring 2024                               |                                                   |
| Movilidad                                         |                                                   | Pablo Inthamoussu 26 de noviembre de 2020         |
| Movilidad                                         | Richard Delgado 2024                              |                                                   |
| Planificación                                     |                                                   | Luis Oreggioni 26 de noviembre de 2020            |